# Nicole Wallace
Nicole Wallace (Madrid, 22 maart 2002) is een Spaans actrice. Ze speelde onder andere de rol van Norah Grace in de Spaanse versie van Skam, Noah in My Fault en Alma in de Netflix-miniserie Raising Voices.

## Biografie
Wallace werd geboren in Madrid, Spanje. Haar vader is Amerikaans waardoor ze vloeiend Spaans en Engels spreekt. Wallace groeide op met het spelen van altviool en piano en kreeg vanaf jonge leeftijd zanglessen. Ook kreeg ze lessen in hiphop, funk en moderne dans voor acht jaar. Haar oudere zus Cloé is fotograaf en regisseur van onder andere de Netflix televisieserie A Perfect Story. Wallace studeerde psychologie via afstandsonderwijs op een universiteit waardoor ze dit kon combineren met haar carrière als actrice.

### Acteercarrière
Ze begon met acteren in 2008 in de korte film Excision naast Tessa Ferrer bekend van Grey's Anatomy. Ook speelde ze de rol van Vicky in de korte film Campfire Creatures: The Skull of Sam, naast Robert Englund bekend van zijn rol als Freddy Krueger in The Nightmare on Elmstreet-filmreeks.
In 2018 werd Wallace gecast als Norah Grace in de Movistar+ serie Skam España, gebaseerd op de Noorse serie Skam. Het derde seizoen focuste zich op Norah, gespeeld door Wallace, en Viri, gespeeld door Celia Monedoro. Het seizoen waarin Wallace en Monedoro de hoofdrol speelden won de "Cima TV Award for Equality" voor hoe thema's als feminisme  voor een jonge leeftijd worden behandeld.
Sinds haar rol in Skam heeft Wallace fotoshoots gedaan voor SModa, Glamour en Vogue. In 2021 speelde ze in de dramafilm Parot van Televisión Española en als Noah in 2023 de Prime Video romantische film Culpa tuya gebaseerd op de novel Cullpables van Mercedes Ron gepubliceerd op Wattpad. In juli 2023 bevestigde Prime Video dat Wallace ook in twee vervolgfilms getiteld Culpa tuya en Culpa nuestra te zien zou zijn. Dezelfde maand verscheen Wallace in de film Vera van Steffy Argelich.
Op 1 september 2023 werd Wallace aangekondigd als de nieuwe ambassadeur van Dior in Spanje. Ze verscheen onder andere tijdens de Paris Fashion Week in 2023.
Wallace vertolkte in mei 2024 de rol van Alma in Ni una más, een vrouw die opkomt tegen haar verkrachting.

### Zangcarrière
In 2020 tekende Wallace een contract bij Universal Music Group en Sony Music. Haar eerste single, Bella, verscheen in februari 2021. Het nummer debuteerde in de top 50 virallijst van Spanje en werd opgevolgd door de singles Devuélveme en Impatient Eyes. Wallace bracht in 2022 een vierde single uit getiteld Cuídate.

## Filmografie

### Films
| Jaar | Titel                               | Rol         | Opmerkingen |
| ---- | ----------------------------------- | ----------- | ----------- |
| 2008 | Excision                            | Dood meisje | Korte film  |
| 2017 | Campfire Creepers: The Skull of Sam | Vicky       | Korte film  |
| 2018 | Post millennial                     | Nicole      | Korte film  |
| 2019 | Ray Sparks                          |             | Korte film  |
| 2021 | La fuerza del Destino               |             | Korte film  |
| 2023 | Culpa mía                           | Noah        |             |
| 2023 | Vera                                | Vera        |             |
| 2023 | Echo                                | Maya        | Korte film  |
| 2024 | Un año y un día                     | Nerea       |             |
| 2024 | Culpa tuya                          | Noah        |             |

### Televisie
| Jaar      | Titel       | Rol        | Extra                     |
| --------- | ----------- | ---------- | ------------------------- |
| 2018–2020 | Skam España | Nora Grace | Hoofdrol; 38 afleveringen |
| 2021      | Parot       | Sol        | Hoofdrol; 10 afleveringen |
| 2024      | Ni una más  | Alma       | Hoofdrol; miniserie       |

## Discografie
- Bella (2021)
- Devuélme (2021)
- Impatient Eyes (2021)
- Cuídate (2022)